# 大口町立大口西小学校
大口町立大口西小学校（おおぐちちょうりつ おおぐちにししょうがっこう）は、愛知県丹羽郡大口町にある小学校。

## 沿革
- 1976年（昭和51年）4月3日 - 大口町立大口北小学校から分離し開校。

## 通学区域
- 余野1丁目、余野2丁目、余野3丁目（1〜7・26〜50・52〜53・58〜65・67〜99・104〜124・126〜番地）、余野4丁目、余野5丁目、余野6丁目、垣田、さつきケ丘1丁目、さつきケ丘2丁目、竹田1丁目、竹田2丁目、竹田3丁目、大字小口字竹田浦[1]

## 進学先中学校
- 大口町立大口中学校

## 学校周辺
- 余野中央公園
- ヤマザキマザック本社